# Brabham BT37
Pour les articles homonymes, voir Brabham.
Chronologie des modèles (1972 - 1973)
Brabham BT34 Brabham BT42
La Brabham BT37 est une monoplace construite par Brabham Racing Organisation et engagée en Formule 1 entre 1972 et 1973. Elle n'a signé ni pole position, ni podium, ni meilleur tour en course.

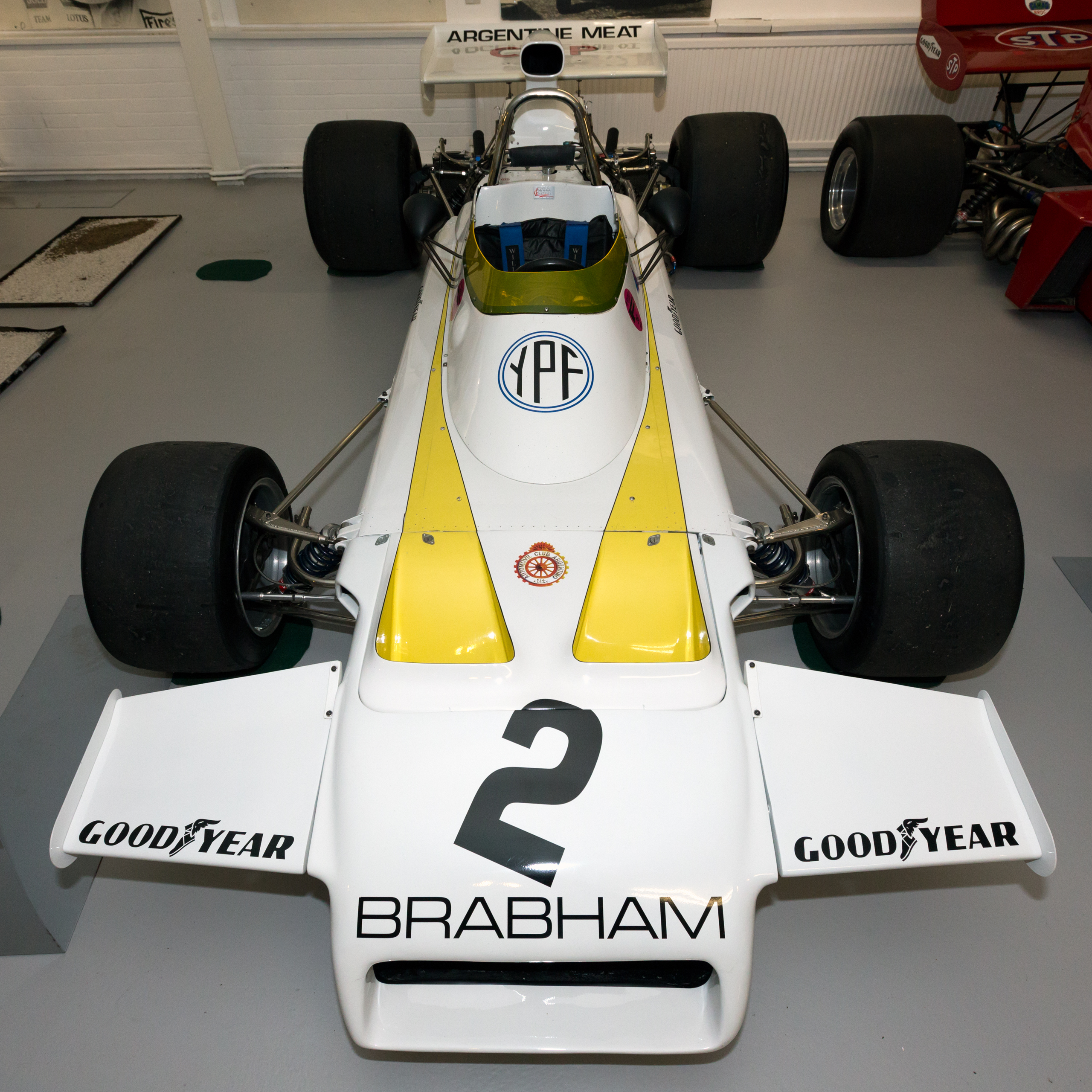
Brabham BT37 au musée de Donington.

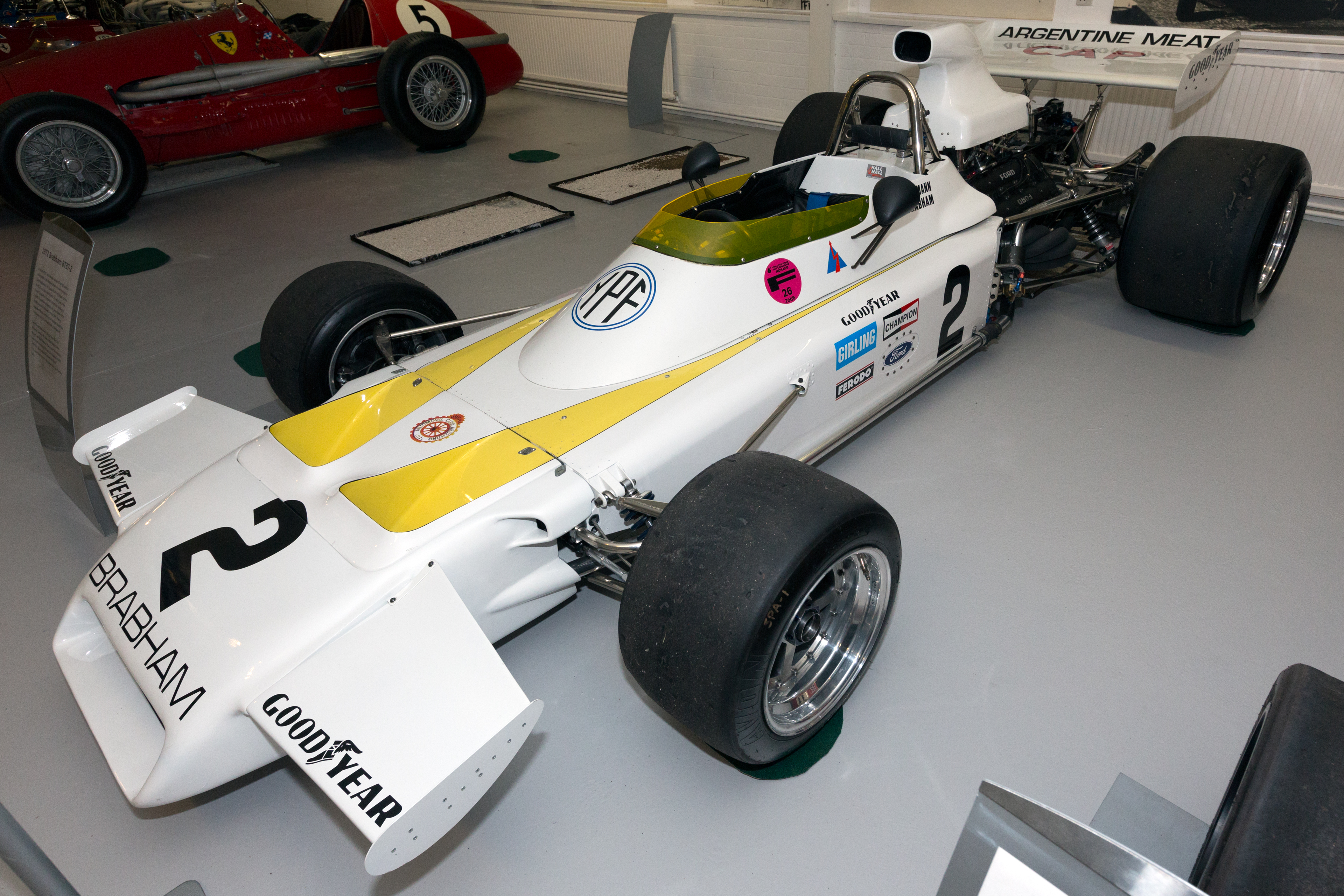
Brabham BT37 au musée de Donington.